# Pasmo graniczne
Pasmo Graniczne – grzbiet górski na pograniczu Polski i Słowacji w Beskidach Środkowych, w paśmie Beskidu Niskiego.

## Położenie
Pasmo graniczne stanowi wschodnią część Beskidu Niskiego. Granice topograficzne pasma w głównym grzbiecie wododziałowym Karpat wyznaczają Przełęcz Beskid nad Czeremchą (581 m n.p.m.) i dolina potoku Bielcza od zachodu oraz Przełęcz Łupkowska i dolina Osławicy od wschodu, a od północy droga 897 na odcinku Jaśliska – Komańcza

## Opis
Pasmo graniczne stanowi południowo-wschodnią część Beskidu Niskiego i jest najbardziej na wschód wysuniętą częścią Beskidu Niskiego. Partią grzbietową pasma przebiega kontynentalny dział wód oddzielający zlewisko Morza Bałtyckiego od Morza Czarnego. W skład pasma wchodzi kilka większych wzniesień, jak Kamień (857 m n.p.m.), Kanasiówka (823 m n.p.m.), Wielki Bukowiec (Pasika) (848 m n.p.m.), Danawa (841 m n.p.m.), Garb Średni (822 m n.p.m.), które oddzielone są od siebie płytkimi przełęczami. W Paśmie wyróżnia się trzy części: zachodnią, środkową i wschodnią. Część zachodnią, najwyższą, stanowi wyspowy masyw Kamienia nad Jaśliskami. Masyw ten to miejsce szczególnie ciekawe ze względu na ukryte i trudno dostępne wyrobiska po dawnych kamieniołomach oraz stopniowo odkrywane cmentarze pochodzące z czasów I wojny światowej. Część środkowa ma charakter rozrogu górskiego. Od głównych zworników: Kanasiówki i Pasiki (Wielkiego Bukowca) we wszystkich kierunkach rozchodzą się wyraźne ramiona. Rejon ten objęty jest ochroną jako rezerwat przyrody "Źródliska Jasiołki". W części wschodniej pasmo graniczne jest zwarte i wyrównane. Rejon wschodni to monotonny i jednolity grzbiet z wyróżniającymi się szczytami Kiczery, Wierchu i Baraniego. Rejon wschodni należy do najbardziej odludnych i najmniej uczęszczanych fragmentów Beskidu Niskiego.

## Budowa i rzeźba
Pasmo zbudowane jest ze skał osadowych zwanych fliszem karpackim. Są to najczęściej naprzemiennie ułożone ławice zlepieńców, piaskowców i łupków ilastych. W górnej części pasma występują na zboczach formy skalne w postaci wychodni piaskowca serii dukielskiej, ścian i okazałych bloków skalnych. Rzeźbę pasma mimo niewielkich wysokości urozmaicają zarośnięte lasem zbocza pocięte licznymi, głębokimi dolinkami potoków górskich. Poszczególne szczyty oddzielone są od siebie przełęczami i wyraźnie zaznaczają się w linii grzbietowej. Szczyty i zbocza pasma pokrywają gęste naturalne lasy mieszane bukowo-jodłowe regla dolnego, miejscami o charakterze rzadko już spotykanej puszczy.

## Inne
W czasie I wojny światowej na obszarze pasma toczyły się zacięte walki pomiędzy Rosjanami i Austriakami o główny grzbiet Karpat. W wielu miejscach doszło do krwawej walki na bagnety, w starciach zginęły setki żołnierzy walczących armii. Teren pasma kryje wiele transzei, okopów, lejów po pociskach, stanowisk ogniowych piechoty i cmentarzy po stronie polskiej, jak i słowackiej. Jest to pozostałość rozległego pobojowiska z tamtego okresu, z trudną do ustalenia liczbą pojedynczych i zbiorowych mogił ukrytych w okopach i pod pryzmami kamieni.